# 誘拐騒動/ニャンタッチャブル
『誘拐騒動/ニャンタッチャブル』（That Durn Cat）は、1997年公開のアメリカのコメディ映画。

## 概要
ディズニーが1965年に公開した「シャム猫FBI/ニャンタッチャブル」のリメイク作品である。出演はクリスティーナ・リッチ、ダグ・E・ダグなど。オリジナル版でジーク役を演じた、ディーン・ジョーンズも出演している。

## あらすじ
郊外で暮らす女子高生のパティは、飼い猫のD.C.が見たことのない腕時計を持ち帰ってきたのを発見。やがてその時計は、ボストンで起こった身代金目当ての誘拐事件の人質のものだと判明する。

## キャスト
| 役名                 | 俳優                    | 日本語吹替 | 日本語吹替 |
| 役名                 | 俳優                    | VHS版      | NHK-BS2版  |
| -------------------- | ----------------------- | ---------- | ---------- |
| パティ               | クリスティーナ・リッチ  | 小島幸子   | 新井里美   |
| ジーク               | ダグ・E・ダグ           | 堀内賢雄   | 落合弘治   |
| ベティカー警部       | ジョージ・ズンザ        | 島香裕     | 島香裕     |
| ピーター・ランドール | マイケル・マッキーン    | 菅生隆之   | 佐々木勝彦 |
| ジュディ・ランドール | ベス・アームストロング  | 佐藤しのぶ |            |
| フリント             | ディーン・ジョーンズ    | 小山武宏   |            |
| フリント夫人         | ダイアン・キャノン      | 火野カチ子 |            |
| メルヴィン           | トーマス・F・ウィルソン | 青山穣     |            |
| マーヴィン           | ブライアン・ヘイリー    | 荒川太郎   |            |
| ルー                 | ミーガン・キャバノー    | 速水圭     |            |
| リジー               | レベッカ・クーン        | 定岡小百合 |            |
| マクラケン婦人       | エステル・パーソンズ    | 島美弥子   |            |
| パパ                 | ピーター・ボイル        | 小関一     |            |
| ママ                 | レベッカ・シャール      | 磯部万沙子 |            |